# Citharidium
Genre
Citharidium est un genre de poissons téléostéens de la famille des Citharinidae et de l'ordre des Characiformes. Le genre Citharidium est mono-typique, c'est-à-dire qu'il n'est composé que d'une seule espèce, Citharidium ansorgii.

## Liste d'espèces
Selon FishBase (16 juin 2015):
- Citharidium ansorgii Boulenger, 1902